# Ophidion saldanhai
Ophidion saldanhai är en fiskart som beskrevs av Jesús Matallanas och Brito, 1999. Ophidion saldanhai ingår i släktet Ophidion och familjen Ophidiidae. Inga underarter finns listade i Catalogue of Life.